# 池田勇人 (競輪選手)
池田 勇人（いけだ はやと、1985年5月12日 - ）は、埼玉県を登録地としている競輪選手。日本競輪学校（以下、競輪学校）第90期生。師匠は黄金井憲（54期）。

## 来歴
埼玉栄高等学校時代は陸上競技のやり投選手として活動。その後、競輪学校の適性試験を受験して合格。在校競走成績は51位（3勝）。
2005年7月7日、花月園競輪場でデビューし8着。初勝利は同年7月30日の前橋競輪場。2013年、久留米競輪場開設記念で、開設記念及びGIII初優勝。サマーナイトフェスティバル（いわき平競輪場）では3位に入った。
2014年の寬仁親王牌でGI初優出（9着）。同年のオールスター競輪ではファン投票9位でドリームレースに出場。2015年には小田原競輪場開設記念で2度目の記念優勝を果たした

## 競走スタイル
カマシ・捲りを武器にS級上位で戦ってきたが、年齢を重ね、徐々に追い込み型へシフトしている。2024年のインタビューでは「追い込み用のフレームにして、武藤龍生君達にマーク選手の走りを教えてもらっている」と話している。